# كريستينا إيلينيخ
كريستينا ألكسيفنا إيلينيخ (الروسية: Кристина Алексеевна Ильиных ، من مواليد 27 نوفمبر 1994) غطاسة روسية، شاركت في بطولة العالم المائية 2015 ،  وأولمبياد صيف 2016. فازت بالبرونزية مع شريكتها ناديزدا بازينا في بطولة العالم للرياضات المائية 2017 في مسابقة القفز على الأقدام المتزامنة 3 أمتار.

## روابط خارجية
- كريستينا إيلينيخ على موقع الاتحاد الدولي للسباحة (الإنجليزية)
- كريستينا إيلينيخ على موقع قاعدة بيانات الغوص IAT (الألمانية)
- كريستينا إيلينيخ على موقع اللجنة الأولمبية الدولية (الإنجليزية)
- كريستينا إيلينيخ على موقع أوليمبيديا (الإنجليزية)